# Terrifier (franchise)

Logo del franchise

Terrifier è un franchise horror statunitense ideato e diretto da Damien Leone. È incentrato su Art the Clown, un personaggio malvagio che diventa protagonista di una serie di omicidi brutali. La serie è nota per i suoi elementi di gore e horror psicologico, ed è diventata un cult tra gli appassionati del genere horror.

## Sviluppo
La popolarità del personaggio e del franchise è cresciuta rapidamente grazie al successo del primo lungometraggio Terrifier (2016) e del suo seguito, Terrifier 2 (2022). 
La prima apparizione di Art il Clown risale però al cortometraggio The 9th Circle del 2008, diretto sempre da Damien Leone, in cui il personaggio appare come antagonista. L'interesse crescente per Art porta Leone a sviluppare un secondo cortometraggio, Terrifier (2011), nel quale Art assume un ruolo più prominente, mostrando il suo sadismo e la sua inquietante presenza silenziosa. Il successo di questo cortometraggio ispira Leone a espandere il concetto, dando vita al primo lungometraggio, ovvero Terrifier (2016), che si concentra interamente sulle gesta di Art. Questo film, con il suo stile slasher grafico, si afferma rapidamente come un cult, attirando l'attenzione degli appassionati di horror e ottenendo una fama notevole per le sue scene di violenza esplicita.
Nel 2022, Leone produce il sequel, Terrifier 2, che amplia la mitologia di Art il Clown, arricchendo il suo background e aggiungendo nuovi elementi narrativi che approfondiscono la figura del clown. Viene introdotto inoltre il personaggio Sienna, una giovane ragazza che diventerà il bersaglio del clown. Il secondo lungometraggio ottiene un'accoglienza positiva e una maggiore visibilità mediatica, consolidando Art il Clown come un nuovo antagonista iconico nel panorama horror.
Nel 2024 esce Terrifier 3, che continua la serie di film e che diventa un successo al botteghino.

## Film
| Film             | Data di uscita USA | Regia        | Sceneggiatura | Produttore                 |
| ---------------- | ------------------ | ------------ | ------------- | -------------------------- |
| All Hallows' Eve | 2013               | Damien Leone | Damien Leone  | Damien Leone, Phil Falcone |
| Terrifier        | 2016               | Damien Leone | Damien Leone  | Damien Leone, Phil Falcone |
| Terrifier 2      | 2022               | Damien Leone | Damien Leone  | Damien Leone, Phil Falcone |
| Terrifier 3      | 2024               | Damien Leone | Damien Leone  | Damien Leone, Phil Falcone |
| Terrifier 4      | TBA                | Damien Leone | Damien Leone  | Damien Leone, Phil Falcone |

## Personaggi e interpreti
- Art the Clown interpretato da David Howard Thornton: l'antagonista dell'intero franchise.
- Sienna Shaw interpretata da Lauren LaVera: la final girl protagonista introdotta nel secondo film.
- Jonathan Shaw interpretato da Elliott Fullam : il fratello di Sienna.
- Tara Heyes interpretata da Jenna Kanell: la protagonista del primo film.
- Victoria Heyes interpretata da Samantha Scaffidi: sorella di Tara, unica superstite del primo film, che torna come antagonista nel terzo film.
- Little Pale Girl interpretata da Amelie McLain: un demone che resuscita più volte Art.

Di seguito riportata una tabella che presenta la maggior parte dei personaggi, dei cortometraggi e dei film del franchise.
| Personaggi               | Cortometraggi         | Cortometraggi         | Film                  | Film                  | Film                  | Film                   | Film                  |  |
| Personaggi               | The 9th Circle        | Terrifier             | All Hallows' Eve      | Terrifier             | Terrifier 2           | Terrifier 3            | Terrifier 4           |  |
| Personaggi               | 2008                  | 2011                  | 2013                  | 2016                  | 2022                  | 2024                   | TBA                   |  |
| Personaggi principali    | Personaggi principali | Personaggi principali | Personaggi principali | Personaggi principali | Personaggi principali | Personaggi principali  | Personaggi principali |  |
| ------------------------ | --------------------- | --------------------- | --------------------- | --------------------- | --------------------- | ---------------------- | --------------------- |  |
| Art the Clown            | Mike Giannelli        | Mike Giannelli        | Mike Giannelli        | David Howard Thornton | David Howard Thornton | David Howard Thornton  | David Howard Thornton |  |
| Victoria Heyes           |                       |                       |                       | Samantha Scaffidi     | Samantha Scaffidi     | Samantha Scaffidi      | TBA                   |  |
| Tara Heyes               |                       |                       |                       | Jenna Kanell          | in foto               |                        |                       |  |
| Dawn Emerson             |                       |                       |                       | Catherine Corcoran    | in foto               |                        |                       |  |
| Sienna Shaw              |                       |                       |                       |                       | Lauren LaVera         | Lauren LaVera          | Lauren LaVera         |  |
| Jonathan Shaw            |                       |                       |                       |                       | Elliott Fullam        | Elliott Fullam         | TBA                   |  |
| The Little Pale Girl     |                       |                       |                       |                       | Amelie McLain         | Menzionata             | TBA                   |  |
| Brooke                   |                       |                       |                       |                       | Kailey Hyman          | Kailey Hyman           |                       |  |
| Gabbie Shaw              |                       |                       |                       |                       |                       | Antonella Rose         | TBA                   |  |
| Personaggi minori        |                       |                       |                       |                       |                       |                        |                       |  |
| Casey                    | Kayla Lian            |                       | Kayla Lian            |                       |                       |                        |                       |  |
| Scarecrow                | Christine Evangelista |                       | Christine Evangelista |                       |                       |                        |                       |  |
| Pregnant Woman           | Anna Maliere          |                       | Anna Maliere          |                       |                       |                        |                       |  |
| Satan                    | Eric Diez             |                       | Eric Diez             |                       |                       |                        |                       |  |
| Donna                    |                       | Marie Maser           | Marie Maser           |                       |                       |                        |                       |  |
| Attendant                |                       | Michael Chmiel        | Michael Chmiel        |                       |                       |                        |                       |  |
| John                     |                       | Michael Chmiel        | Michael Chmiel        |                       |                       |                        |                       |  |
| Uomo in auto             |                       | Daniel Rodas          | Daniel Rodas          |                       |                       |                        |                       |  |
| Sarah                    |                       |                       | Katie Maguire         |                       |                       |                        |                       |  |
| Tia                      |                       |                       | Sydney Freihofer      |                       |                       |                        |                       |  |
| Timmy                    |                       |                       | Cole Mathewson        |                       |                       |                        |                       |  |
| Kristen                  |                       |                       | Marissa Wolf          |                       |                       |                        |                       |  |
| Sara                     |                       |                       | Minna Taylor          |                       |                       |                        |                       |  |
| Adam Burke               |                       |                       |                       |                       | Chris Jericho         | Chris Jericho          |                       |  |
| La Cat Lady              |                       |                       |                       | Pooya Mohseni         |                       |                        |                       |  |
| Mike lo sterminatore     |                       |                       |                       | Matt McAllister       |                       |                        |                       |  |
| Monica Brown             |                       |                       |                       | Katie Maguire         | Katie Maguire         |                        |                       |  |
| Barbara Shaw             |                       |                       |                       |                       | Sarah Voigt           | Menzionata             |                       |  |
| Allie                    |                       |                       |                       |                       | Casey Hartnett        | Menzionata             |                       |  |
| Mamma di Allie           |                       |                       |                       |                       | Amy Russ              |                        |                       |  |
| Jeff                     |                       |                       |                       |                       | Charlie McElveen      |                        |                       |  |
| Ricky                    |                       |                       |                       |                       | Johnath Davis         |                        |                       |  |
| Ms. Principe             |                       |                       |                       |                       | Felissa Rose          |                        |                       |  |
| Mamma negozio di costumi |                       |                       |                       |                       | Tamara Glynn          |                        |                       |  |
| Jess Shaw                |                       |                       |                       |                       |                       | Margaret Anne Florence |                       |  |
| Greg Shaw                |                       |                       |                       |                       |                       | Bryce Johnson          |                       |  |
| Babbo Natale             |                       |                       |                       |                       |                       | Daniel Roebuck         |                       |  |
| Michael Shaw             |                       |                       |                       |                       | Menzionato            | Jason Patric           |                       |  |
| Mia                      |                       |                       |                       |                       |                       | Alexa Blair Robertson  |                       |  |
| Cole                     |                       |                       |                       |                       |                       | Mason Mecartea         |                       |  |
| Jennifer                 |                       |                       |                       |                       |                       | Krsy Fox               |                       |  |
| Officer Evans            |                       |                       |                       |                       |                       | Stephen Cofield Jr.    |                       |  |
| Smokey                   |                       |                       |                       |                       |                       | Clint Howard           |                       |  |
| Eddie                    |                       |                       |                       |                       |                       | Bradley Stryker        |                       |  |
| Dennie                   |                       |                       |                       |                       |                       | Jon Abrahams           |                       |  |

## Accoglienza
| Film        | Rotten Tomatoes   | Metacritic          |
| ----------- | ----------------- | ------------------- |
| Terrifier   | 62% (26 reviews)  | N.D. (0 reviews)    |
| Terrifier 2 | 86% (81 reviews)  | 59/100 (8 reviews)  |
| Terrifier 3 | 77% (115 reviews) | 61/100 (18 reviews) |

## Altri media

### Videogiochi
È in uscita per il 2025, un videogioco basato sulla serie, dal titolo Terrifier: the ARTcade Game.
Inoltre, il personaggio di Art the Clown è presente dall'autunno 2024 come personaggio giocabile nel videogioco sparatutto Call of Duty.

### Musica
In contemporanea con l'uscita di Terrifier 3, è stato pubblicato anche il nuovo singolo degli Ice Nine Kills, dal titolo A Work of Art, in cui si ha come protagonista Art the Clown.